# (7282) 1989 BC
A (7282) 1989 BC a Naprendszer kisbolygóövében található aszteroida. Ueda, S., Kaneda, H. fedezte fel 1989. január 29-én.